# Campeonato Sergipano de Futebol de 1959
O Campeonato Sergipano de Futebol de 1959 foi a 36º edição da divisão principal do campeonato estadual de Sergipe. O campeão foi o Santa Cruz que conquistou seu 4º título na história da competição.

## Premiação
| Campeonato Sergipano de 1959        |
| Estância                            |
| ----------------------------------- |
| Santa Cruz Tetracampeão (4º título) |